# Harvey Itano
Harvey Akio Itano (3 de noviembre de 1920 - 8 de mayo de 2010) fue un bioquímico estadounidense conocido por su trabajo en las bases moleculares de la anemia de células falciformes y otras enfermedades. Junto con Linus Pauling, Itano utilizó la electroforesis para demostrar la diferencia entre la hemoglobina normal y la hemoglobina de las células falciformes. Su artículo de 1949 Sickle Cell Anemia, a Molecular Disease (Anemia de células falciformes, una enfermedad molecular), en coautoría con S. J. Singer e Ibert C. Wells, fue un parteaguas tanto en la medicina molecular como en la electroforesis de proteínas.
En 1979, Itano se convirtió en la primera persona de ascendencia japonesa en ser electa para la Academia Nacional de las Ciencias de Estados Unidos en la sección de genética. Itano fue profesor emérito de patología en la Universidad de California en San Diego. Itano murió en la Jolla, California de complicaciones por mal de Parkinson.

## Primeros años

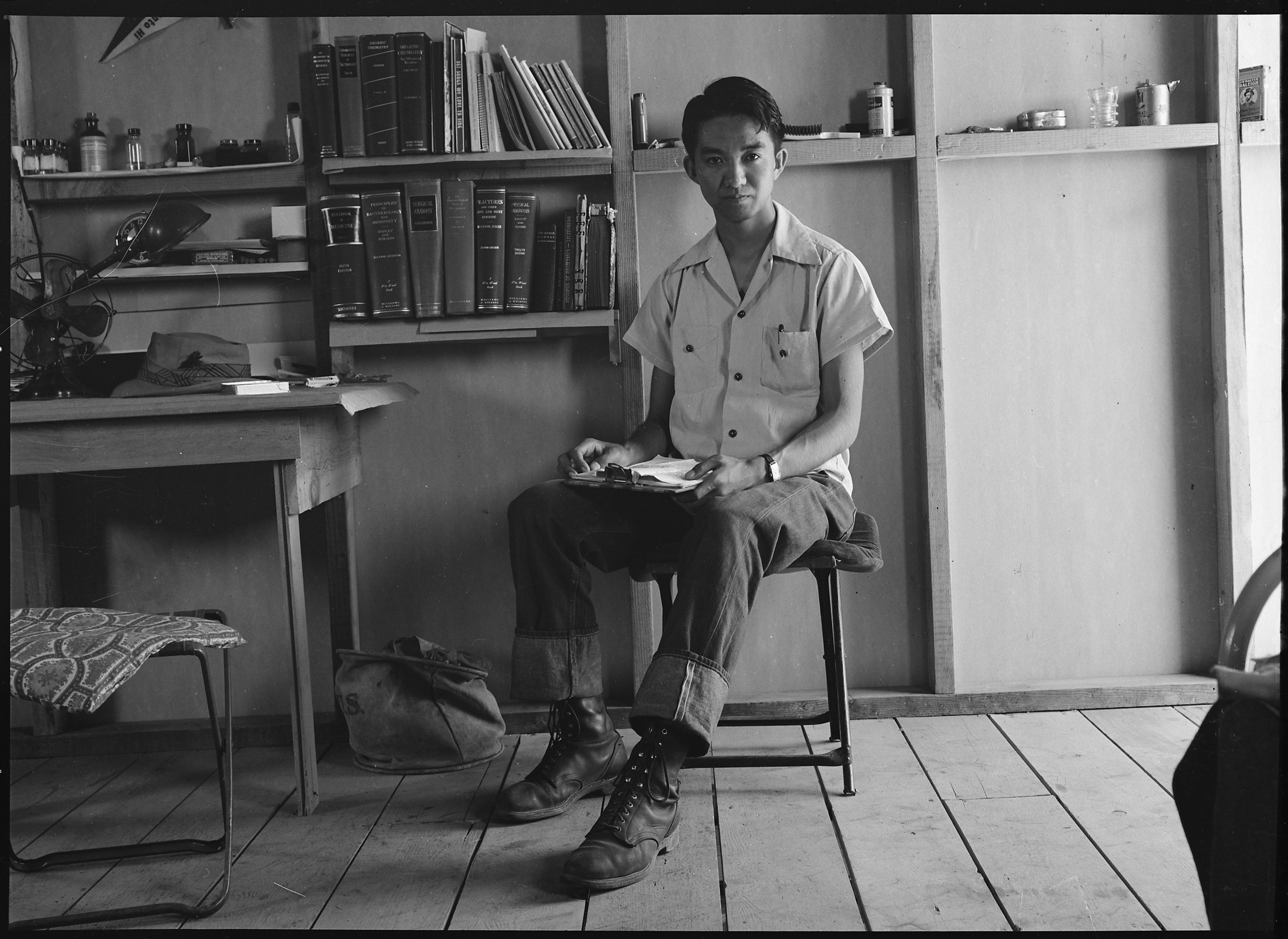
Harvey Itano en un campamento de detención

Itano nació en Sacramento, California. Asistió a la Universidad de California, Berkeley donde fue valedictorian de la generación de 1942. Sin embargo, se perdió el inicio de clases en Berkeley debido a que él y su familia fueron enviados al Tanforan Assembly Center antes de ser enviados al campamento de detención Tule Lake. Posteriormente se le permitió abandonar el campo para asistir a la Universidad de St. Louis en la escuela de medicina, donde obtuvo su grado en medicina en 1945. Después, se graduó en el Instituto Tecnológico de California donde obtuvo su doctorado en química y física en 1950.

## Investigación
Durante su estadía en Caltech, Itano se unió al laboratorio de Linus Pauling donde comenzó a estudiar la anemia de células falciformes, una enfermedad genética en la que Pauling estaba interesado. Pauling estaba convencido de que dicha enfermedad era causada por una hemoglobina defectuosa y convenció a Itano de encontrar qué era lo que hacía a la hemoglobina de las células falciformes diferente químicamente. Después de fallar con numerosas técnicas, Itano logró diferenciar la hemoglobina normal de la de las células falciformes utilizando electroforesis de límite móvil. Utilizó un aparato diseñado por Stanley M- Swingle que era una variación del aparato de electroforesis original diseñado por Arne Tiselius. Itano descubrió que bajo ciertas condiciones, la hemoglobina de las células falciformes está cargada positivamente mientras que la hemoglobina normal no lo está, creando una diferencia en la movilidad electroforética. Para 1956, Vernon Ingram había determinado que esta diferencia era causada por un error en la secuencia peptídica y para 1958, había determinado que, en las células falciformes, una molécula de valina tomaba el lugar de una molécula de ácido glutámico en la hemoglobina normal.
El trabajo posterior de Itano creó el campo de la medicina molecular para estudiar la genética y enfermedades sanguíneas. En 1954, ganó el premio Eli Lilly de Química Biológica y en 1972 ganó el Martin Luther King Jr. Medical Achievement Award (Premio Martin Luther King Jr. al logro médico) en reconocimiento a su trabajo sobre las células falciformes.